# 보성오문 삼효각
보성오문 삼효각은 충청북도 청주시 서원구에 있다. 2015년 4월 17일 청주시의 향토유적 제73호로 지정되었다.

## 개요
1765년 오상건과 아들 오진택 및 손자 오정기의 효행을 기리기 위해 세운 정려각이다.